# Bleknunneörtssläktet
Bleknunneörtssläktet (Pseudofumaria) är ett växtsläkte med ungefär två arter blommande örter i familjen jordröksväxter. De förekommer naturligt i norra Italien och på Balkan, men finns naturliserae på många andra håll. Arter i bleknunneörtssläktet odlas som trädgårdsväxter i Sverige.
De är välförgrenade, fleråriga örter. Frukten är en mångförig baljkapsel med en tidigt avfallade, klorofyll-lös pistill.

### Webbkällor
- Svensk Kulturväxtdatabas